# بنده خدا (فیلم)
بنده خدا فیلمی به کارگردانی رضا صفایی و نویسندگی منوچهر کی مرام محصول سال ۱۳۵۳ است.

## بازیگران
- نعمت اله آغاسی آزموده
- هاله نظری
- حسین گیل
- طاهره غفاری
- محمدتقی کهنمویی